# Schronisko na połoninie Gadżyna
Schronisko PTT im. Jana Gregorowicza na połoninie Gadżyna – nieistniejące obecnie schronisko turystyczne, położone na połoninie (polanie) Gadżyna pod szczytem Szpyci (1935 m n.p.m. w Czarnohorze. Powstało w 1878 roku i było pierwszym schroniskiem Polskiego Towarzystwa Tatrzańskiego, położonym poza Tatrami. Obiekt został wybudowany przez właściciela połoniny, Iwana Popiwczuka, i został przez PTT wynajęty na 10 lat; wynajem opłacono z góry. W schronisku znajdowały się trzy pokoje i kuchnia. Jego gospodarzem był Czarnohorski Oddział Towarzystwa. Obiekt działał najprawdopodobniej do I wojny światowej, kiedy to został zniszczony przez wojska rosyjskie.
Istnieją informacje o prywatnym schronisku na połoninie Gadżyna, wybudowanym w drugiej połowie lat 30. XX wieku przez rotmistrza Karola Gaudina, do 1935 roku gospodarza schroniska na Zaroślaku. Obiekt, nazywany "Domem wypoczynkowym w Gadżynie" działał do 1939 roku, kiedy to jego gospodarz został aresztowany przez Armię Czerwoną.

## Szlaki turystyczne (1935)[5]
- z Bystrzca przez Gadżynę na Szpyci (1935 m n.p.m.)